# Lino Barruncho
Lino Barruncho (Estoril, 1976) es un deportista portugués que compitió en duatlón.
Ganó una medalla en el Campeonato Mundial de Duatlón de 2004 y dos medallas en el Campeonato Europeo de Duatlón, en los años 2002 y 2006. Además, obtuvo una medalla en el Campeonato Mundial de Duatlón de Larga Distancia de 2008.

## Palmarés internacional
| Campeonato Mundial | Campeonato Mundial | Campeonato Mundial | Campeonato Mundial |
| Año                | Lugar              | Medalla            | Prueba             |
| ------------------ | ------------------ | ------------------ | ------------------ |
| 2004               | Geel (Bélgica)     | Medalla de plata   | Individual         |
| Campeonato Europeo |                    |                    |                    |
| Año                | Lugar              | Medalla            | Prueba             |
| 2002               | Zeitz (Alemania)   | Medalla de bronce  | Individual         |
| 2006               | Rimini (Italia)    | Medalla de plata   | Individual         |

| Campeonato Mundial | Campeonato Mundial | Campeonato Mundial | Campeonato Mundial |
| Año                | Lugar              | Medalla            | Prueba             |
| ------------------ | ------------------ | ------------------ | ------------------ |
| 2008               | Geel (Bélgica)     | Medalla de bronce  | Individual         |